# Wäschenbeuren
Wäschenbeuren est une commune de Bade-Wurtemberg (Allemagne), située dans l'arrondissement de Göppingen, dans la région de Stuttgart, dans le district de Stuttgart.
Il s'y trouve un château du XIIIe siècle, le Wäscherschloss, aux colombages typiques de Souabe.